# Bruno Begnotti
Bruno Begnotti (Brescia, 5 luglio 1925 – Roma, 30 novembre 2020) è stato un architetto, urbanista, vignettista e pubblicista italiano.

## Biografia
Nato a Brescia il 5 luglio 1925 dal sindacalista fascista Luigi Begnotti, ottenne la laurea in architettura all'Università "La Sapienza" di Roma nel 1954, divenendo collaboratore di studio di Guido Fiorini e suo assistente nel corso di scenografia alla facoltà di architettura di Roma, e poi assistente incaricato e ordinario nel medesimo corso dal 1954 al 1990.
Esercitò la libera professione, entrando a far parte di diverse commissioni, tra cui: commissione edilizia del comune di Roma; commissione esami di Stato; Consiglio nazionale del Centro nazionale per l'edilizia e la tecnica ospedaliera (CNETO); giunta esecutiva dell'Associazione nazionale ingegneri architetti italiani (ANIAI); Comitato scientifico didattico dell'Istituto superiore per le industrie artistiche di Roma (ISIA). Fu coordinatore per l'ISVEUR (Istituto per lo sviluppo edilizio urbanistico a Roma) nei programmi di edilizia agevolata dei piani di zona di Roma, progettando anche edifici residenziali per Torre Maura, Prima Porta, Val Melaina, Serpentara II, Tor Bella Monaca, Castel Giubileo, Torrino, Acqua Acetosa, Castelverde.
In collaborazione con Arnaldo Bruschi, Giorgio Coletta, Sergio Danielli e Giorgio Simoncini, realizzò per Dino de Laurentiis i progetti per gli studi cinematografici "Dinocittà" sulla via Pontina a Roma, lo stabilimento STIFER a Pomezia, una villa a Mostacciano, e il porticciolo di Cap Martin, in Francia. Nell'ambito dell'edilizia residenziale progettò edifici per la IACP a Torre Spaccata, a Bologna e nella provincia di Lecce, a Copertino, Pisignano, San Cesareo, Strudà e Vernole. Per il consorzio "Colli d'Oro" realizzò con Filiberto Sbardella a Labaro un insediamento residenziale composto da abitazioni, edificio commerciale e centro sportivo. Oltre a Roma, fu progettista di edifici residenziali privati in molte città: Bonassola, Busto Arsizio, Isola del Giglio, Poffabro, Ponza, San Felice Circeo. Si ricordano ancora edifici alberghieri a Roma e ad Ariccia; due centri sportivi a Roma; edilizia funeraria nei cimiteri romani; chiese e edifici parrocchiali ad Alatri, Ferrara, Marsala, Mazara del Vallo, Rosello.
Tra i contributi come urbanista si ricordano, oltre ai piani di zona, un piano particolareggiato di Roma redatto insieme a Filiberto Sbardella, un PEEP per il comune di Zumpano in Calabria, il piano subcomprensoriale di Castelnuovo di Porto. Come progettista di interni lavorò al coro della chiesa di Sant'Agostino di Livorno (1960), alle sale di rappresentanza del palazzo dell'INPS all'EUR (1960), alla sede della Cassa edile di Roma in via Pordenone (1984); al parco Primoli, in collaborazione con Riccardo Dotti (1989-90), e all'albergo Barocco in piazza Barberini (1989-1992).
Fece parte della redazione del periodico «L'Ingegnere» e svolse attività pubblicistica su temi di urbanistica, architettura, arredamento ed ecologia in diversi periodici, tra cui «Roma Edilizia», «Costruttori Romani», «Il Popolo», «Libera Iniziativa», «Riscossa Liberale», «Lo Specchio», «Donne d'Italia», «Il Settimanale». Fu anche un prolifico illustratore e vignettista, con lo pseudonimo di "Del Basco", pubblicando per le case editrici Vallecchi e Zanichelli e per vari periodici, come «L'Espresso» di Arrigo Benedetti e lo «Lo Specchio» di Giorgio Nelson Page, e occupandosi principalmente di satira politica. Su quest'ultima rivista lanciò il tormentone del fiasco di vino del presidente Giuseppe Saragat, disegnato nelle vignette per dileggiare la sua attitudine al bere.
Nel 1991 prese parte, su invito, con altri professionisti, alla mostra dell'Accademia nazionale di San Luca a Roma, al progetto "Un museo immaginario per Giorgio De Chirico".
Cofondatore e poi presidente dell'associazione "Amici dell'Isola del Giglio", per la tutela dell'ambiente e delle tradizioni locali, fu autore di alcuni volumi sulla storia dell'isola: Cronache gigliesi dal 1558 al 1799, Pisa, 1999; L'Isola del Giglio nel 1656, Pisa, 2006; Cronache gigliesi del secolo XIX, 2009; Dalla torre del Giglio alla torre di Pisa, 2010; Guida all'Archivio storico dell'Isola del Giglio, 2013. Nel 2010, per il contributo dato alla conoscenza della storia isolana, venne nominato cittadino onorario del comune di Isola del Giglio.